# Charles Auguste de La Fare
Charles Auguste, marquis de La Fare (* 1644 im Schloss Valgorge im Vivarais; † 1712 in Paris) war ein französischer Dichter.
La Fare zeichnete sich in den Feldzügen von 1667 und 1674 aus, wurde Freund des Marschalls Henri de La Tour d’Auvergne, vicomte de Turenne, musste aber infolge seiner zahlreichen Liebesabenteuer den Dienst aufgeben und führte seitdem ein dem Genuss und der Trägheit geweihtes Leben, dessen Freuden er mit glänzendem Esprit und in eleganten Versen besang.
Seine Poésies enthalten seine leichten, natürlichen Gedichte und L’Opéra de Panthée, zu der der Herzog von Orléans die Musik komponierte. Seine Mémoires et réflexions, voll von geistreichen und treffenden Schilderungen seiner Epoche, wurden mit den Poésies herausgegeben (Amsterdam 1755, 2 Bände). Seine Werke wurden meist mit denen Chaulieus zusammen gedruckt.